# Haplopelma huwenum
Haplopelma huwenum är en spindelart som först beskrevs av Wang, Peng och Xie 1993.  Haplopelma huwenum ingår i släktet Haplopelma och familjen fågelspindlar. Inga underarter finns listade i Catalogue of Life.